# Dội nước đá lên đầu

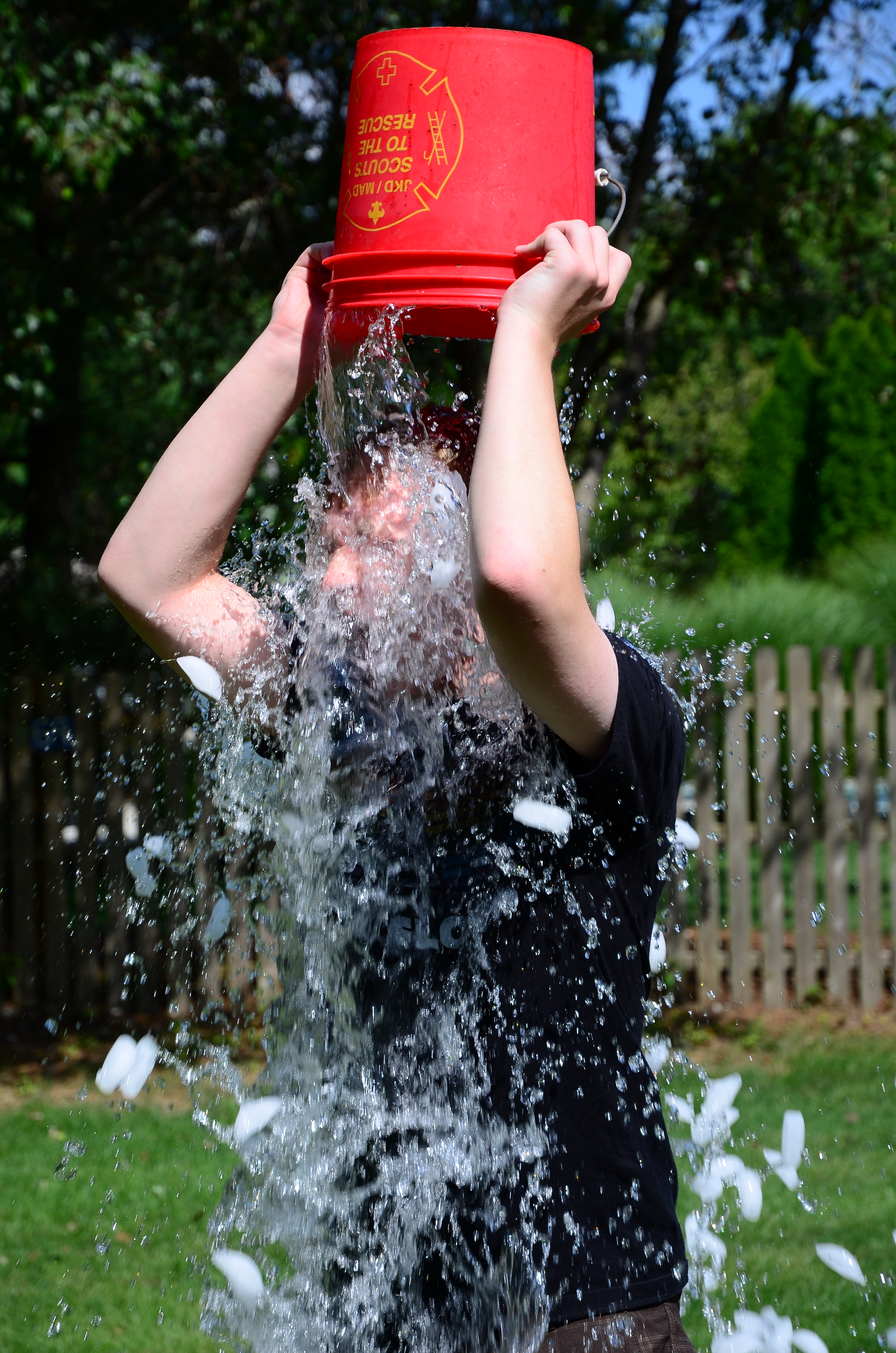
Một người đang dội nước đá lên đầu

Dội nước đá lên đầu hoặc thử thách xô nước đá (tiếng Anh: Ice Bucket Challenge) là trò chơi thử thách nhằm nâng cao nhận thức về ALS (xơ cứng teo cơ một bên) là căn bệnh khiến các tế bào thần kinh vận động của con người bị tê liệt. Khi dội nước đá giống như trong thử thách thì phản ứng thần kinh của người bị dội nước lạnh cũng xảy ra trường hợp tương tự như vậy một phần. Trò chơi này đang lan truyền với tốc độ chóng mặt trên Internet, với rất nhiều nhân vật nổi tiếng tham gia. Người chơi sẽ bị dội một xô nước chứa đầy đá lạnh lên đầu, ghi hình lại rồi tung lên mạng xã hội và được quyền thách thức một hoặc nhiều người nào đó làm việc này. Trong vòng 24h sau đó, người bị thách thức phải có câu trả lời. Nếu họ không đồng ý thì sẽ phải quyên góp 100 USD cho quỹ từ thiện của Hiệp hội ALS (Quỹ Phòng chống Bệnh xơ cứng teo cơ một bên). Trào lưu này bắt đầu từ năm 2013 và lan rộng trên toàn thế giới, thu hút được hàng loạt ngôi sao nổi tiếng tham gia. Người bị thách đố sẽ được lựa chọn giữa việc quyên tiền cho một tổ chức từ thiện hoặc ngâm mình trong nước lạnh.

## Chỉ trích
Sự lây lan trên toàn thế giới về thách thức này đã khiến nhiều người nổi tiếng đã tham gia, số tiền quyên góp ngày càng tăng dần. Tuy nhiên, nam diễn viên Steve-O chỉ trích thực tế là nhiều người trong số những người nổi tiếng đã tham gia quyên góp cho chiến dịch, nhưng đã quên nhắc đến mục đích của chiến dịch là để làm nâng cao nhận thức về căn bệnh teo cơ này và kêu gọi người hâm mộ cũng tham gia đóng góp. Do đó mối quan tâm thực sự của chiến dịch đã bị bỏ qua. Đến ngày 23 tháng 8 năm 2014, chỉ có Charlie Sheen, Bill Gates, ca sĩ Chayanne và nam diễn viên Benedict Cumberbatch đã nói về căn bệnh này trong video thử thách của họ.
Cố vấn luật sư của Bộ ngoại giao Hoa Kỳ, qua một điện thư ngày 19 tháng 08 năm 2014 đã yêu cầu các đại sứ và các viên chức cao cấp trong ngành ngoại giao Hoa Kỳ không tham gia chiến dịch dội xô nước đá lên đầu, vì như thế là vi phạm "quy tắc đạo đức liên bang" nghiêm cấm sử dụng danh nghĩa nhân viên Bộ ngoại giao để gây quỹ cho bất kỳ tổ chức nào,  "cho dù là có hợp lý đến đâu chăng nữa"  và mặc dù cho biết là "sức khỏe cộng đồng và phòng chống dịch bệnh là một trong những ưu tiên cao nhất của Bộ Ngoại giao" và "khen ngợi các Hiệp hội ALS vào sự thành công của thử thách xô đá của họ, đã quyên góp được hơn 40 triệu USD và thu hút rất nhiều người tham gia". Theo VnExpress, nhiều chính trị gia đã cố gắng xóa đi bất cứ bằng chứng nào cho thấy họ có tham gia thử thách dội nước đá. Một số người đã gỡ video của mình trên YouTube trong khi các đồng nghiệp khác cũng gỡ bỏ tweet. Tổng thống Hoa Kỳ Barack Obama trước đó từ chối đổ xô nước đá lên đầu và quyên góp cho quỹ 100 USD, sau khi ông nhận được lời thách đố của bà Ethel Kennedy, người vợ góa của cố thượng nghị sĩ Robert F. Kennedy.